# Dolomiti di Braies
Le Dolomiti di Braies (Pragser Dolomiten in tedesco) sono un gruppo montuoso delle Dolomiti, poste a cavallo tra la provincia di Bolzano e la provincia di Belluno, all'interno del Parco naturale Fanes - Sennes e Braies, prendendo il nome dal comune di Braies e dall'omonima valle.

## Classificazione

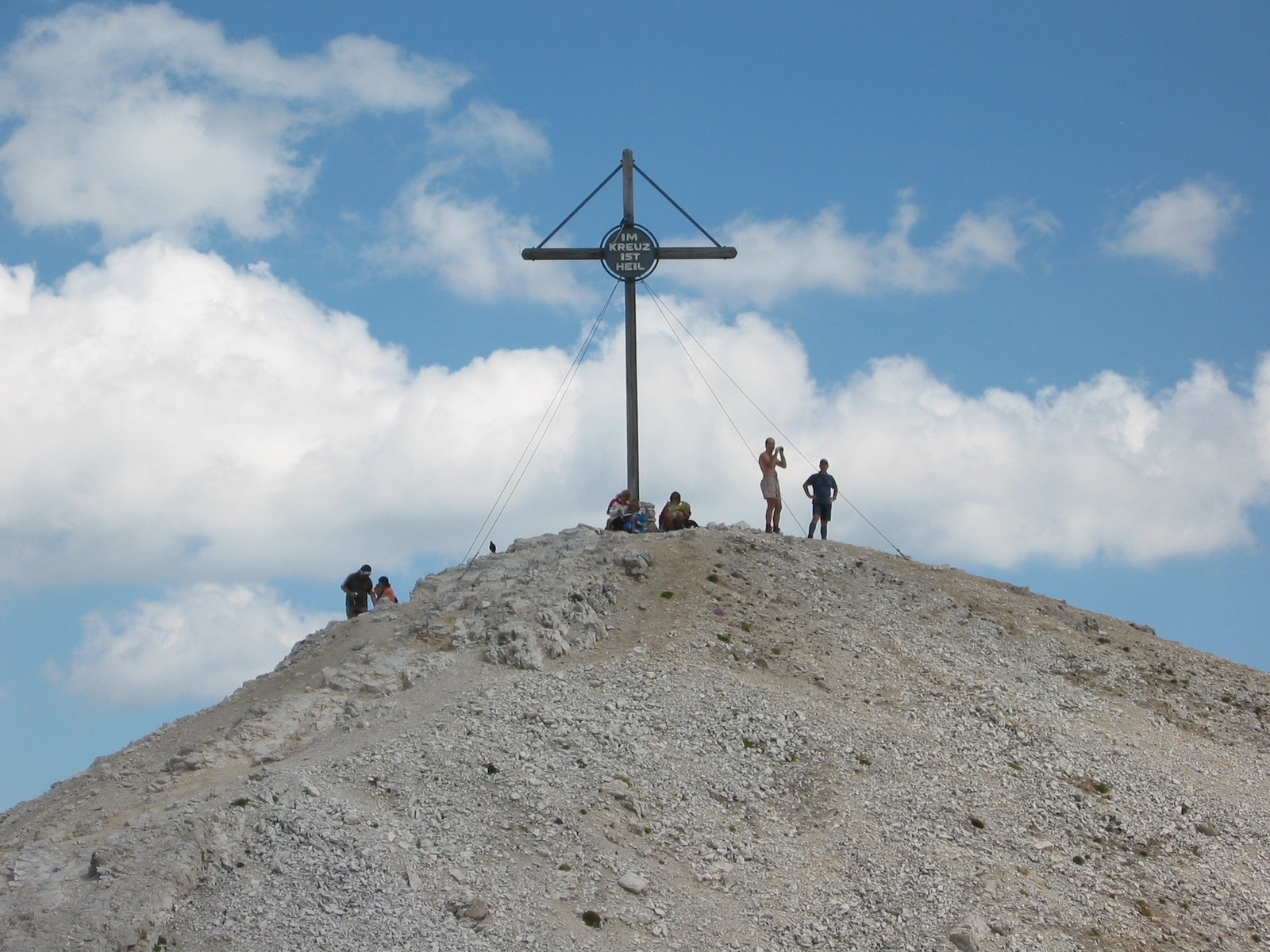
Picco di Vallandro

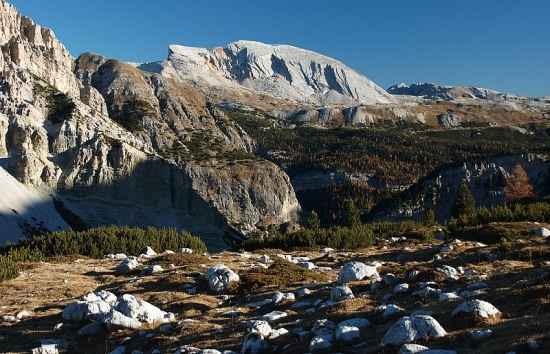
Croda del Becco

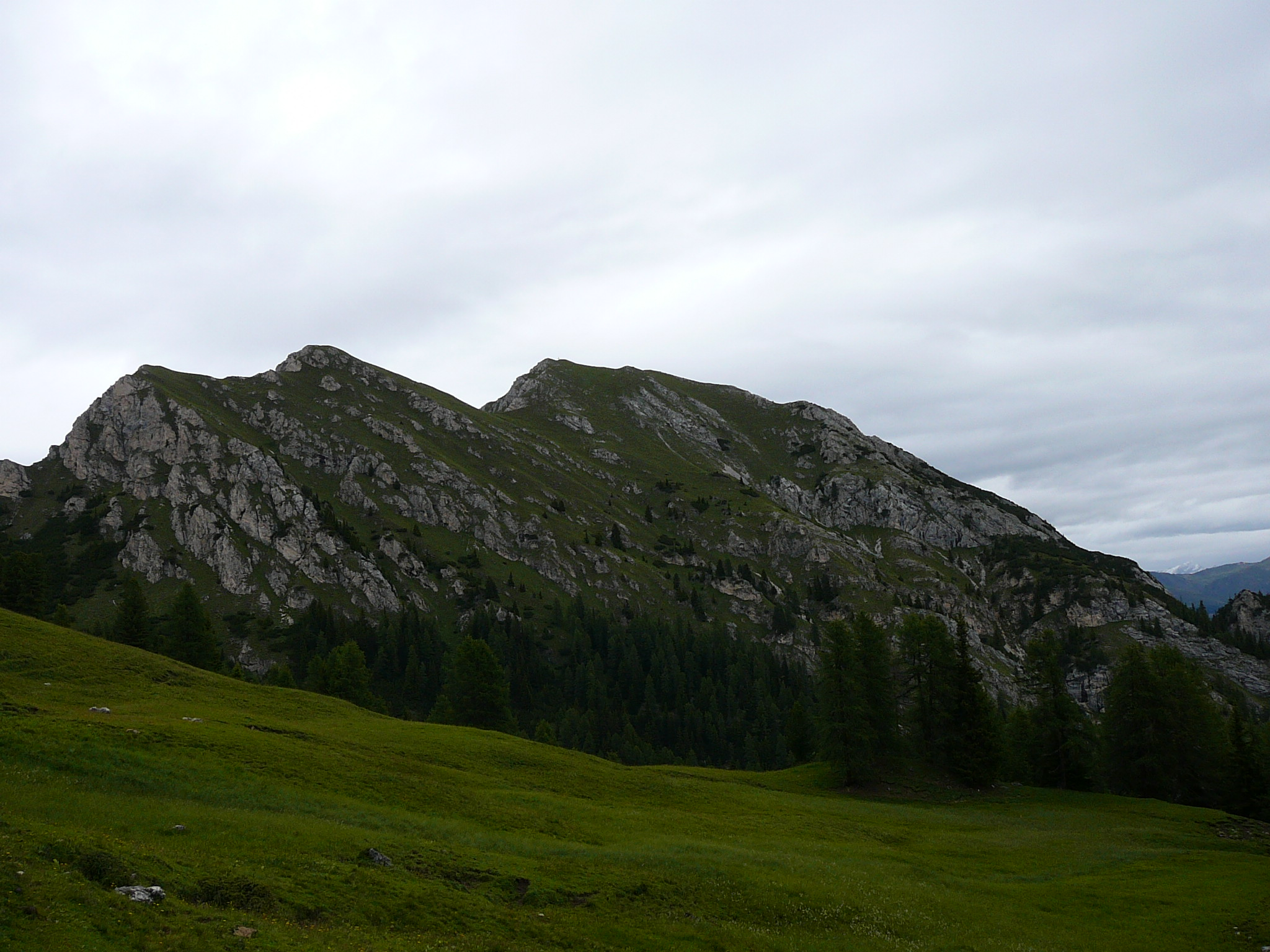
Monte Serla

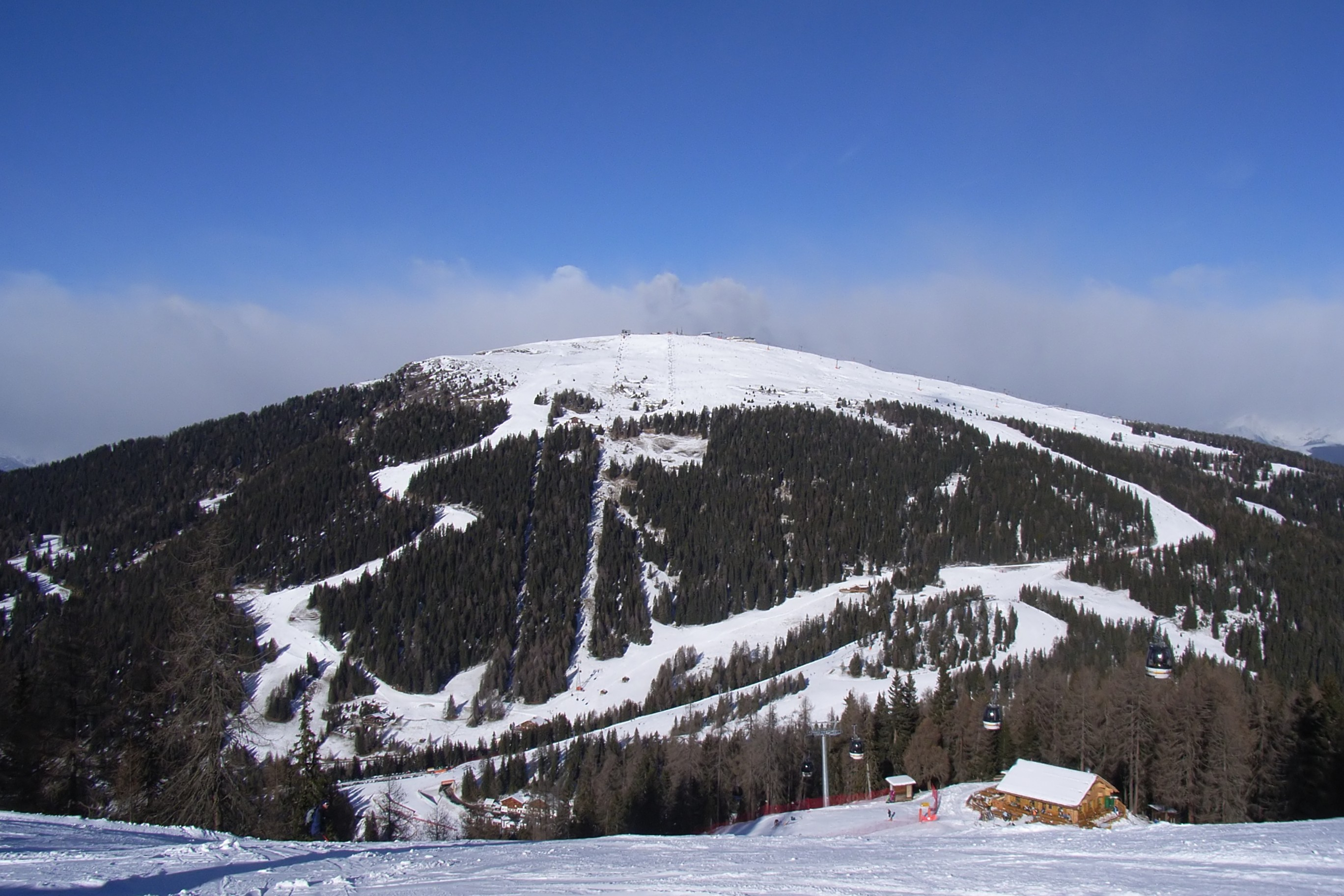
Plan de Corones

Secondo la SOIUSA esse costituiscono un supergruppo alpino ed hanno la seguente classificazione:
- Grande parte = Alpi Orientali
- Grande settore = Alpi Sud-orientali
- Sezione = Dolomiti
- Sottosezione = Dolomiti di Sesto, di Braies e d'Ampezzo
- Supergruppo = Dolomiti di Braies
- Codice = II/C-31.I-B

## Delimitazioni
Le Dolomiti di Braies sono delimitate a nord dalla Val Pusteria, ad est dalla Val di Landro, a sud dal Passo Cimabanche e dal Passo di Limo e ad ovest dalla Valle di Tamersc e dalla Val Badia.

## Suddivisione
La SOIUSA le suddivide in tre gruppi e sei sottogruppi:
- Gruppo della Croda Rossa d'Ampezzo (9)
  - Sottogruppo della Croda d'Ampezzo (9.a)
  - Sottogruppo del Signore (9.b)
  - Sottogruppo di Sennes (9.c)
  - Sottogruppo di Bechei (9.d)
- Gruppo del Picco di Vallandro (10)
- Gruppo Colli Alti-Plan de Corones (11)
  - Sottogruppo dei Colli Alti (11.a)
  - Sottogruppo del Plan de Corones (11.b)

## Vette principali
Le montagne principali delle Dolomiti di Braies sono:
- Croda Rossa d'Ampezzo - 3.146 m
- Crodaccia Alta - 3.015 m
- Picco di Vallandro - 2.839 m
- Croda del Becco - 2.810 m
- Col Bechei - 2.794 m
- Monte Sella di Sennes - 2.787 m
- Monte Sella di Vigil - 2.673 m
- Cima dei Colli Alti - 2.542 m
- Monte Serla - 2.378 m
- Monte Specie - 2.308 m
- Plan de Corones - 2.275 m